# مديرية مخدوم قلي فراغي
مديرية مخدوم قلي فراغي هي تقسيم إداري في ولاية بلقان في تركمانستان، ومركزها مدينة مخدوم قلي فراغي، سميت تيمنا بالشاعر مخدوم قلي فراغي.
اسمها السابق هو مديرية قارا قلعة.